# Gendrey
Gendrey és un municipi francès situat al departament del Jura i a la regió de Borgonya - Franc Comtat. L'any 2007 tenia 367 habitants.

## Demografia

### Població
El 2007 la població de fet de Gendrey era de 367 persones. Hi havia 153 famílies de les quals 38 eren unipersonals (30 homes vivint sols i 8 dones vivint soles), 46 parelles sense fills, 61 parelles amb fills i 8 famílies monoparentals amb fills.
La població ha evolucionat segons el següent gràfic:
Habitants censats

### Habitatges
El 2007 hi havia 178 habitatges, 152 eren l'habitatge principal de la família, 10 eren segones residències i 16 estaven desocupats. 139 eren cases i 38 eren apartaments. Dels 152 habitatges principals, 116 estaven ocupats pels seus propietaris i 36 estaven llogats i ocupats pels llogaters; 2 tenien una cambra, 10 en tenien dues, 24 en tenien tres, 41 en tenien quatre i 75 en tenien cinc o més. 131 habitatges disposaven pel capbaix d'una plaça de pàrquing. A 71 habitatges hi havia un automòbil i a 74 n'hi havia dos o més.

### Piràmide de població
La piràmide de població per edats i sexe el 2009 era:
| Homes | Edats   | Dones |
| ----- | ------- | ----- |
| 0     | 95 o +  | 0     |
| 0     | 90 a 94 | 0     |
| 4     | 85 a 89 | 4     |
| 0     | 80 a 84 | 0     |
| 0     | 75 a 79 | 8     |
| 8     | 70 a 74 | 0     |
| 0     | 65 a 69 | 16    |
| 4     | 60 a 64 | 0     |
| 8     | 55 a 59 | 4     |
| 4     | 50 a 54 | 0     |
| 16    | 45 a 49 | 16    |
| 24    | 40 a 44 | 24    |
| 4     | 35 a 39 | 4     |
| 20    | 30 a 34 | 8     |
| 12    | 25 a 29 | 20    |
| 0     | 20 a 24 | 0     |
| 16    | 15 a 19 | 24    |
| 16    | 10 a 14 | 20    |
| 20    | 5 a 9   | 4     |
| 12    | 0 a 4   | 12    |

## Economia
El 2007 la població en edat de treballar era de 240 persones, 193 eren actives i 47 eren inactives. De les 193 persones actives 176 estaven ocupades (92 homes i 84 dones) i 16 estaven aturades (10 homes i 6 dones). De les 47 persones inactives 21 estaven jubilades, 11 estaven estudiant i 15 estaven classificades com a «altres inactius».

### Ingressos
El 2009 a Gendrey hi havia 156 unitats fiscals que integraven 393 persones, la mediana anual d'ingressos fiscals per persona era de 17.730 €.

### Activitats econòmiques
Dels 10 establiments que hi havia el 2007, 1 era d'una empresa de construcció, 1 d'una empresa de comerç i reparació d'automòbils, 2 d'empreses de transport, 1 d'una empresa d'hostatgeria i restauració, 1 d'una empresa financera, 1 d'una empresa immobiliària i 3 d'empreses de serveis.
Dels 4 establiments de servei als particulars que hi havia el 2009, 1 era una oficina de correu, 1 una oficina bancària, 1 guixaire pintor i 1 lampisteria.
L'únic establiment comercial que hi havia el 2009 era una carnisseria.
L'any 2000 a Gendrey hi havia 8 explotacions agrícoles.

## Equipaments sanitaris i escolars
El 2009 hi havia 1 escola maternal i 1 escola elemental integrada dins d'un grup escolar amb les comunes properes formant una escola dispersa.

## Poblacions més properes
El següent diagrama mostra les poblacions més properes.